# Munken (dokumentarfilm)
|  | Denne artikel er oprettet af botten Steenthbot ud fra en ekstern database. Den kan derfor have sproglige fejl eller mangler. Denne skabelon kan fjernes efter kontrol af indholdet. |

Munken er en dansk dokumentarfilm fra 2022 instrueret af Mira Jargil og Christian Sønderby Jepsen.

## Handling
I 2015 beslutter Mira Jargil og hendes mand at trække stikket på deres stressede hverdag og rejse til Sri Lanka, for at leve hos en munk langt ude i bjergene. Mira og munken aftaler at lave en film, men det hele tager en uventet drejning da munken vil kontrollere og styre alt, inklusiv film projektet som ender med at kollapse.
6 år senere begår munken selvmord og hans søn ønsker nu at starte filmen op igen. Sønnen ønsker svar på hvorfor hans far forlod ham som barn. Hvad søgte han derude I junglen?